# Bulgarische Fußballnationalmannschaft (U-23-Männer)
Die bulgarische U-23-Fußballnationalmannschaft war eine Auswahlmannschaft bulgarischer Fußballspieler, die dem Balgarski futbolen sajus unterlag.

## Geschichte
Diese Nationalmannschaft hatte seine erste Turnierteilnahme bei der Erstaustragung der U-23-Europameisterschaft im Jahr 1972. Hier befand sich die Mannschaft in einer Qualifikationsgruppe mit Ungarn, Norwegen und Frankreich. Hier setzte es einzig im Rückspiel gegen Ungarn eine Niederlage, ansonsten gewann man abseits eines 1:1 gegen Norwegen jedes Spiel dieser Qualifikation und zog somit in die Finalrunde ein. Hier ging es im Viertelfinale gegen die Niederlande, welche man nach Hin- und Rückspiel mit 4:2 besiegen konnte. Im Halbfinale setze es dann aber gegen die Sowjetunion gleich schon eine 4:0-Hinspielniederlage, welche dann auch das 3:3 im Rückspiel nicht wieder besser machte. So endete das Turnier für das Team auch an dieser Stelle.
Bei der nächsten Ausgabe hatte man es in der Qualifikation lediglich mit der Mannschaft aus Portugal zu tun. Nach einem 0:0 im Hinspiel, siegte man schließlich im Rückspiel mit 2:1 über diese und zog so in die Finalrunde ein. Im Viertelfinale war dann aber nach einer 1:2-Niederlage gegen Polen schon wieder das Ende des Turnierverlaufs hier erreicht. Auch in der Qualifikation für die Europameisterschaft 1976 lief es wieder gut und gegen Polen und Griechenland, konnte sich die Mannschaft wieder mit lediglich einer Niederlage am Ende auf dem ersten Platz der Gruppe festsetzen. Aber auch diesmal war in der Finalrunde bereits im Viertelfinale nach einem 3:5 gegen Jugoslawien schon wieder Schluss.
Nach dieser Austragung wurde der Platz der Mannschaft von der U-21 eingenommen, welche seitdem bei der Qualifikation zu dem Turnier startberechtigt ist. Ob die Mannschaft danach noch etwaige Freundschaftsspiele ausgetragen hat, ist nicht bekannt.

## Ergebnisse bei der Europameisterschaft
| Jahr | Platzierung   |
| ---- | ------------- |
| 1972 | Halbfinale    |
| 1974 | Viertelfinale |
| 1976 | Viertelfinale |